# Salpinia duffyi
Salpinia duffyi är en skalbaggsart som beskrevs av Jean François Villiers och Chûjô 1966. Salpinia duffyi ingår i släktet Salpinia och familjen långhorningar. Inga underarter finns listade i Catalogue of Life.